# Bayat (Choucha)
Pour les articles homonymes, voir Bayat (homonymie).
Bayat est un village de la région de Choucha en Azerbaïdjan.

## Histoire
En 1992-2020, Bayat était sous le contrôle des forces armées arméniennes. En 2020, le village de Bayat a été restitué sous le contrôle de l'Azerbaïdjan.